# 도라에몽 그리기
도라에몽 그리기(일본어: ドラえもん・えかきうた 도라에몽 에카키우타[*])는 도라에몽의 주제가 중 하나로 도라에몽의 초기 삽입곡이다

## 방송
1979년 4월 8일부터 매주 일요일 아침마다 재방송・네트 방송 공사에 사용되었다. 본편 종료 이후 이 노래가 흐르며 CM을 끼워서 본래의 엔딩 테마 곡인 파란 하늘은 주머니지요가 흐르고 있었다.

## 내용
가사 내용은 제목대로 도라에몽을 그리는 곡이며, 1곡으로 도라에몽이 그려져간다.
작곡가인 쿠스베 타쿠미는 도라에몽의 애니메이션을 제작한 신에이 동화 창립자 쿠스베 다이키치로의 아들이며, 당시 중학생이였다. 작사는 JASRAC에 신탁되어있지 않았지만, TV 아사히 뮤직이 출판사로서 신탁하고 있다.
노래는 도라에몽의 성우였던 오오야마 노부요가 노래했다. 2005년부터 사용되는 미즈타 와사비가 노래한 버전도 있다.